# Монжибо
Монжибо́ (фр. Montgibaud, окс. Mont Gibaud) — коммуна во Франции, находится в регионе Лимузен. Департамент — Коррез. Входит в состав кантона Люберсак. Округ коммуны — Брив-ла-Гайярд.
Код INSEE коммуны — 19144.
Коммуна расположена приблизительно в 380 км к югу от Парижа, в 40 км южнее Лиможа, в 39 км к северо-западу от Тюля.

## Население
Население коммуны на 2008 год составляло 231 человек.
| 1962 | 1968 | 1975 | 1982 | 1990 | 1999 | 2008 |
| ---- | ---- | ---- | ---- | ---- | ---- | ---- |
| 291  | 324  | 281  | 217  | 216  | 241  | 231  |

## Экономика

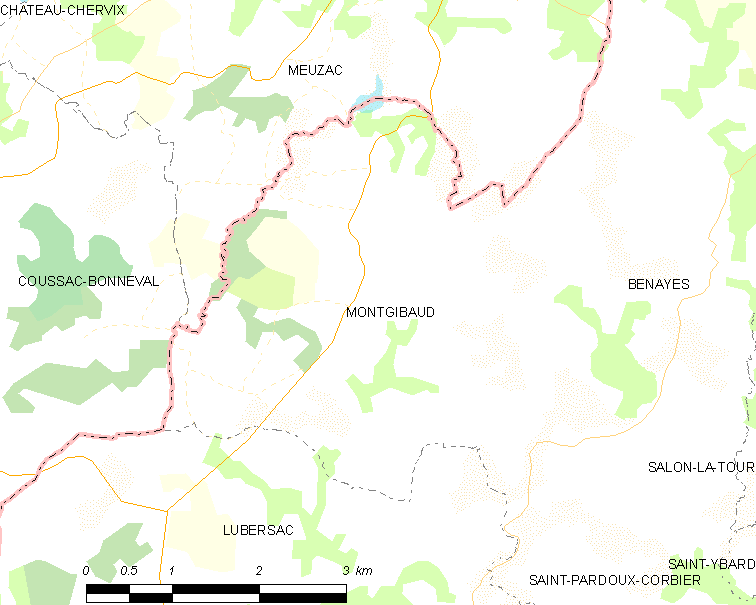
Карта коммуны

В 2007 году среди 124 человек в трудоспособном возрасте (15-64 лет) 93 были экономически активными, 31 — неактивными (показатель активности — 75,0 %, в 1999 году было 72,5 %). Из 93 активных работали 89 человек (50 мужчин и 39 женщин), безработных было 4 (0 мужчин и 4 женщины). Среди 31 неактивных 9 человек были учениками или студентами, 15 — пенсионерами, 7 были неактивными по другим причинам.